# Colori panarabi

La bandiera della rivolta araba.

I colori panarabi (bianco, nero, rosso e verde) hanno origine nel 1917 dalla bandiera hashemita della rivolta araba.
Tali colori non ricorrono uniformemente in tutti gli stendardi. Mancano del verde la bandiera egiziana e quella yemenita: tuttavia, in alcuni casi il verde è rappresentato soltanto da stelle o altri simboli; le stelle in particolare stanno a significare l'appartenenza alla Repubblica Araba Unita che includeva appunto Egitto, Yemen e Siria. Tutti i colori sono rappresentati nelle bandiere di Emirati Arabi Uniti, Giordania, Iraq, Kuwait, Palestina, Siria, Sahara Occidentale e Sudan.

## Bandiere di derivazione

Bandiera del Califfato omayyade (661-750), bianco
Bandiera del Califfato abbaside (750-1258), nero
Bandiera del Califfato Fatimide (909-1171), bianco
Bandiera della Dinastia Hashemita (dal 1908), rosso

## Bandiere con i colori panarabi

### Stati

Bandiera dell'Egitto
Bandiera dell'Iraq
Bandiera dello Yemen
Bandiera del Sudan
Bandiera del Sudan del Sud
Bandiera della Giordania
Bandiera della Siria
Bandiera degli Emirati Arabi Uniti
Bandiera del Kuwait
Bandiera della Libia

### Entità non riconosciute o parzialmente riconosciute

Bandiera della Palestina
Bandiera della Repubblica Democratica Araba dei Sahrawi
Bandiera del Somaliland

### Bandiere storiche con i colori panarabi

Bandiera del Regno di Siria (marzo a luglio 1920)
Bandiera del Regno dell'Iraq (1924-1959)
Bandiera dell'Iraq (1959-1963)
Bandiera dell'Iraq (1963-1991) e della Siria (1963-1972)
Bandiera dell'Iraq (1991-2004)
Bandiera della Siria (1958-1961 e 1972-2024)
Bandiera della Libia (1969-1972)
Bandiera dell'Egitto (1972-1984), della Libia (1972-1977) e della Siria (1972-1980)
Bandiera della Repubblica Araba dello Yemen (1962-1990)
Bandiera della Repubblica Democratica Popolare dello Yemen (1967-1990)